# Richard Barbary
Richard Barbary is een Amerikaanse r&b-zanger. Hij werd gecontracteerd door A&M Records in 1968 en produceerde het album Soul Machine, geproduceerd door Creed Taylor. Het album had echter geen significante commerciële impact.